# Ulemosaure
L'ulemosaure (Ulemosaurus) és un gènere extint de teràpsids dinocèfals de la família dels ulemosàurids que visqueren durant el Permià, fa uns 250 milions d'anys, en allò que actualment és Rússia. Se n'han trobat restes fòssils al Baixkortostan, el Tatarstan i l'óblast d'Orenburg. Tenia els ossos del crani significativament engruixits, de fins a 10 cm de gruix en alguns punts.